# Ozean (Schiffstyp)
Der Frachtschiffstyp Ozean war eine Bauserie von Mehrzweckfrachtern des VEB Warnowwerft Warnemünde. Zwischen 1970 und 1980 wurden auf der Werft 35 Schiffe für Reedereien in Frankreich, Norwegen, China, Rumänien, Jugoslawien und der Tschechoslowakei gebaut.

## Geschichte
Die Baureihe begann mit der Baunummer 370, die am 29. August 1970 als Saint Vincent mit dem Heimathafen Dünkirchen an ihre französischen Eigner, die Reederei Société Navale de l'Ouest, übergeben wurde. Nachdem das Schiff 1981 in Aliakmon Runner umbenannt wurde, sank es am 8. Februar 1983 infolge eines durch eine Explosion ausgelösten Feuers an Bord auf der Position 10.01N/63.18E. Den Abschluss der Baureihe bildete die am 30. Juni 1980 unter der Baunummer 300 an eine rumänische Reederei abgelieferte Panciu. Sie blieb nach zahlreichen Verkäufen und Umbenennungen lange in Fahrt, seit 2003 als Ciuta und wurde erst am 16. September 2011 im Register gelöscht.

## Technik

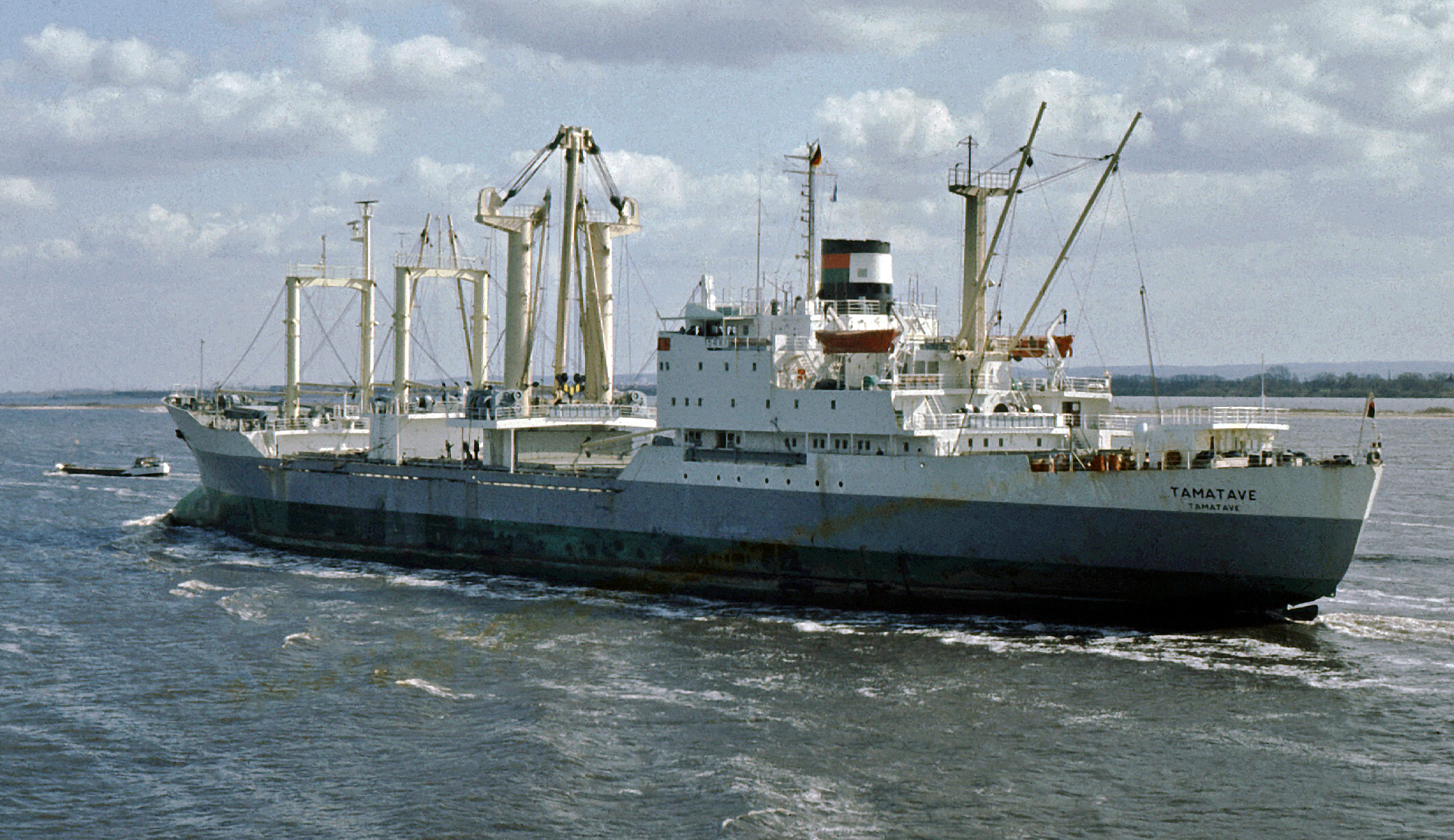
MS Tamatave wurde 1972 für Madagaskar gebaut

Der Typ Ozean wurde für den Einsatz in gemäßigten und tropischen Zonen zum Transport von allgemeinem und schwerem Stückgut entwickelt. Mehrere Varianten unterscheiden sich in den Hauptabmessungen vom Basistyp. Die Schiffe haben fünf Laderäume und zwei durchlaufende Decks. Für Schüttgut stehen 16.610 m3, für Stückgut 15.464 und für Verschlussladung 585 m3 zur Verfügung. Ein Kühlladeraum fasst 784 m3. An Deck können 600 Tonnen Ladung transportiert werden. Acht 5/10-t-Ladebäume, drei 20-t-Ladebäume System Velle, ein durchschwenkbarer 80-t-Schwergutbaum sowie ein 5/3,2-t-Bordwippkran bilden die Umschlagausrüstung. Über drei Seitenpforten mit Laufkatzen an der Backbordseite kann Ladung auf Paletten umgeschlagen werden. Hydraulisch betätigte Falt- und Klappdeckel verschließen die Luken.
Ein vom VEB Dieselmotorenwerk Rostock mit MAN-Lizenz gebauter Zweitakt-Schiffsdieselmotor, der von der Kommandobrücke fernbedienbar ist, dient als Hauptantriebsanlage. Bei einer Reisegeschwindigkeit von 18,3 Knoten wurde die Aktionsweite mit 11.500 Seemeilen angegeben.